# Via Sèrgia

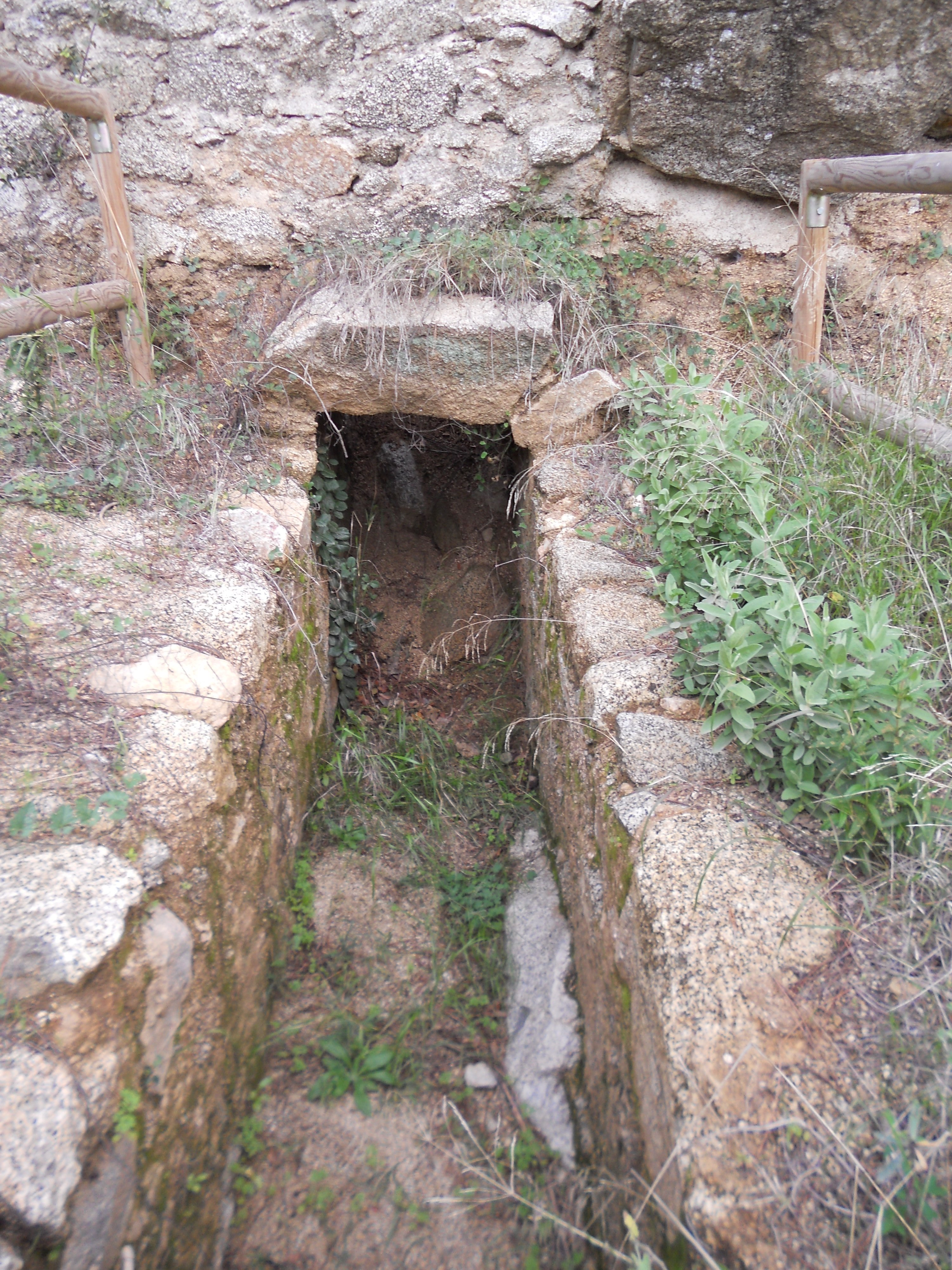
Desguàs

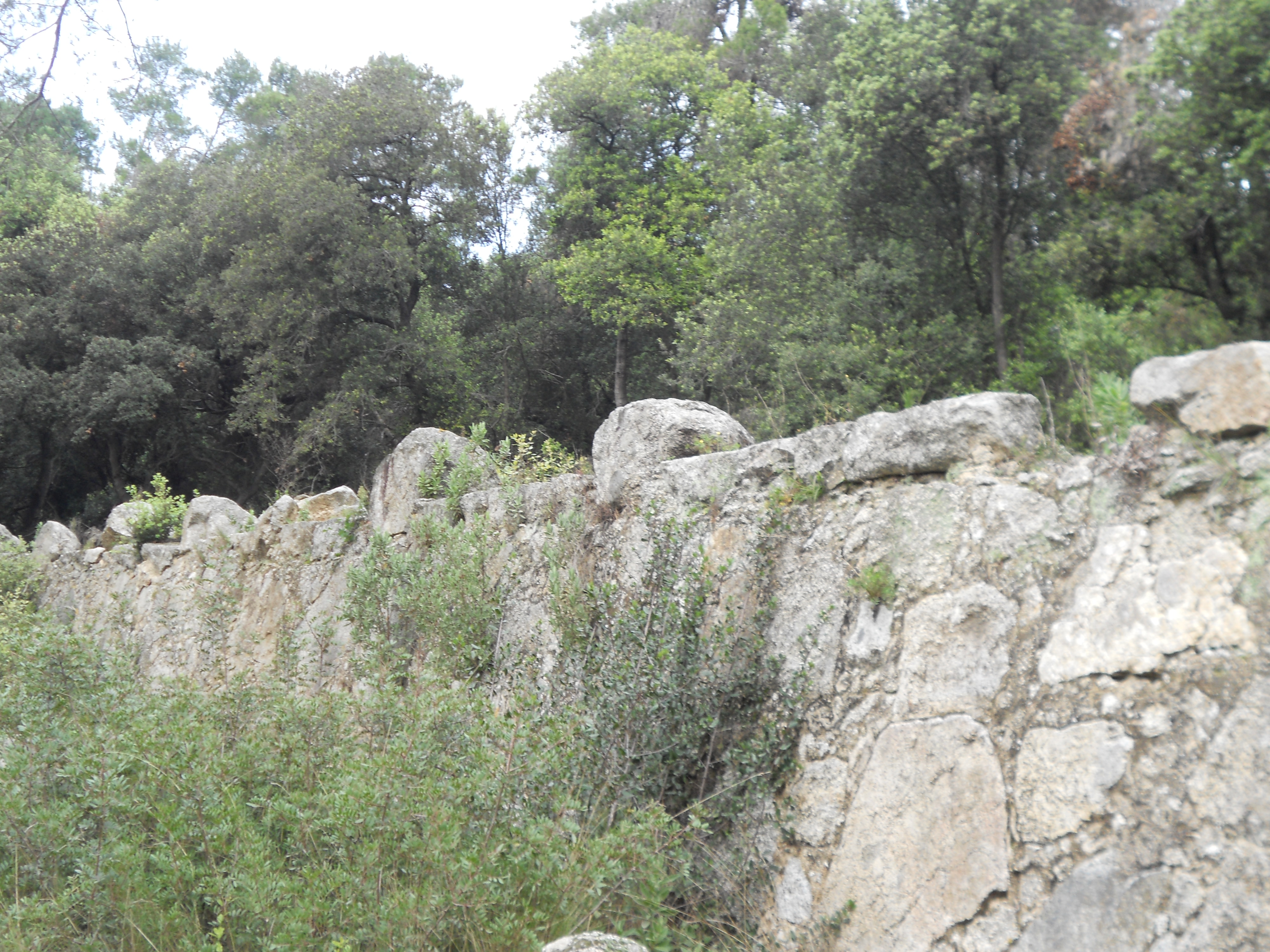
Guarda-rodes

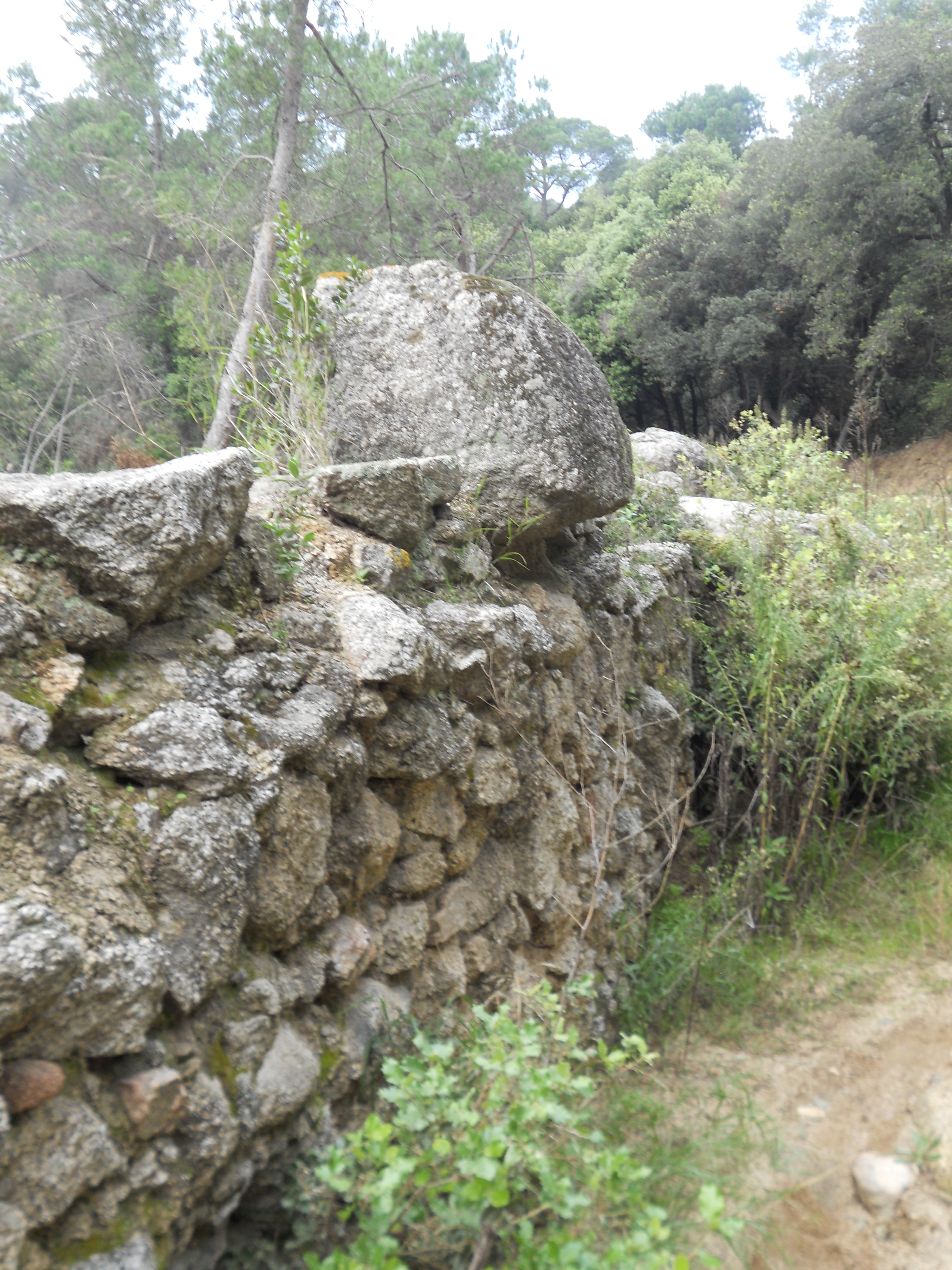
Contraforts amb un guarda-rodes

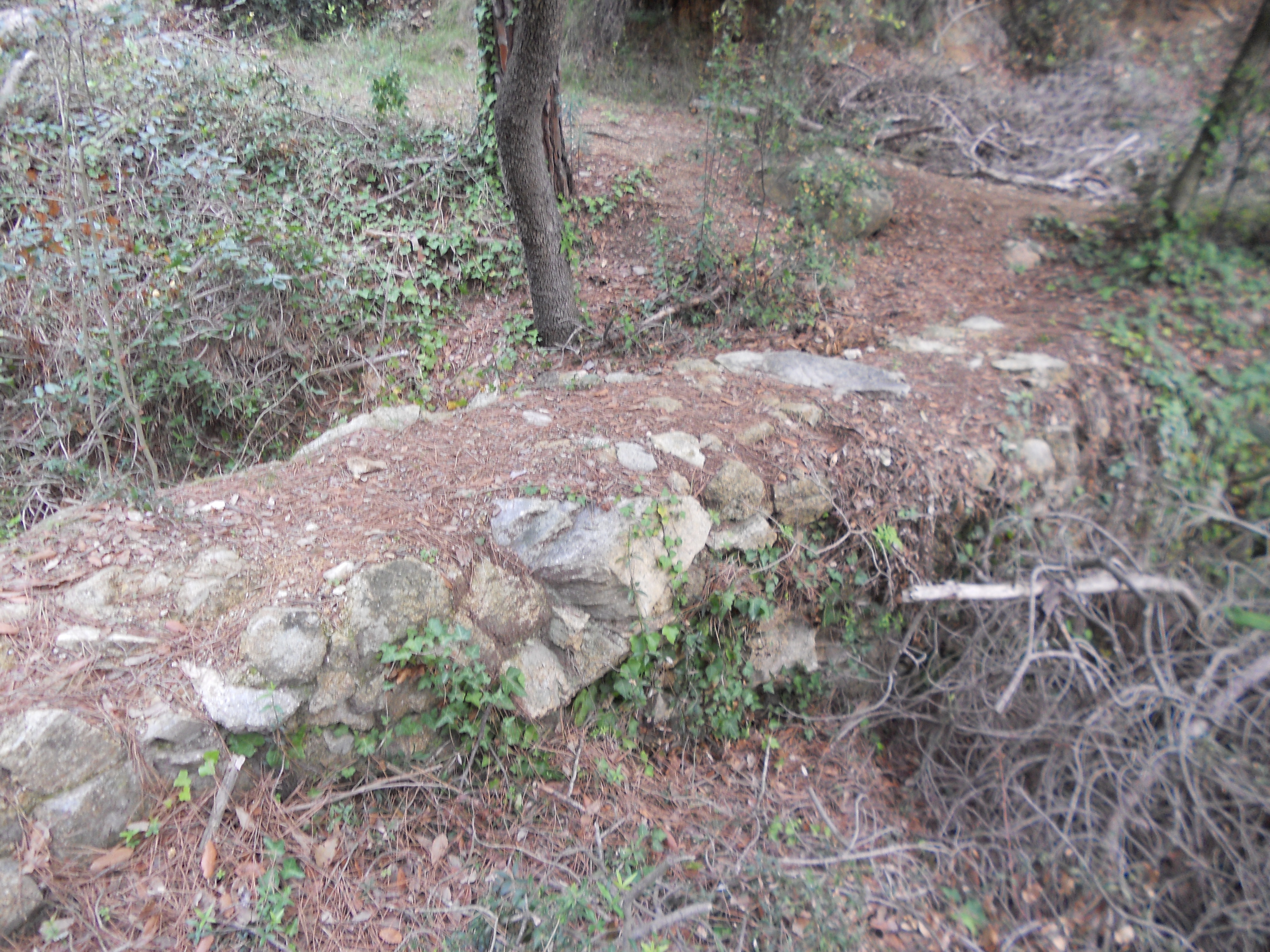
Murs

La Via Sèrgia o Via Romana de Parpers es troba al Parc de la Serralada Litoral, la qual, segons algunes hipòtesis, enllaçaria el litoral amb l'interior (des de Mataró -Iluro- passant per Granollers -Semproniana- fins a Vic -Ausa-).

## Descripció
El seu nom és degut al fet que fou construïda pel cònsol Manius Sergius (entre el 120 i 110 aC) i va ésser una de les primeres vies construïdes al territori del que avui dia és Catalunya (la Via Augusta no es va construir fins a 100 anys més tard).
Està molt deteriorada i sense restaurar, però encara s'hi poden apreciar força elements: murs i contraforts laterals de contenció, 23 pilons guarda-rodes i 22 desguassos d'aigua. El desguàs és una canalització que travessa la calçada, per sota o arran de terra, per on s'escola l'aigua de pluja.
Aquesta via, amb diversos arranjaments, va funcionar fins a finals del segle xix. La tècnica del traçat és esplèndida, ja que només amb dues corbes i dos ponts salva el desnivell des de la Riera d'Argentona fins al Coll de Parpers. L'amplada mitjana de 5 metres correspon a les construccions fetes durant l'Alt Imperi Romà (el mil·liari trobat a Vilassar de Mar és de l'època del primer emperador romà, August, i dona suport a aquesta teoria).

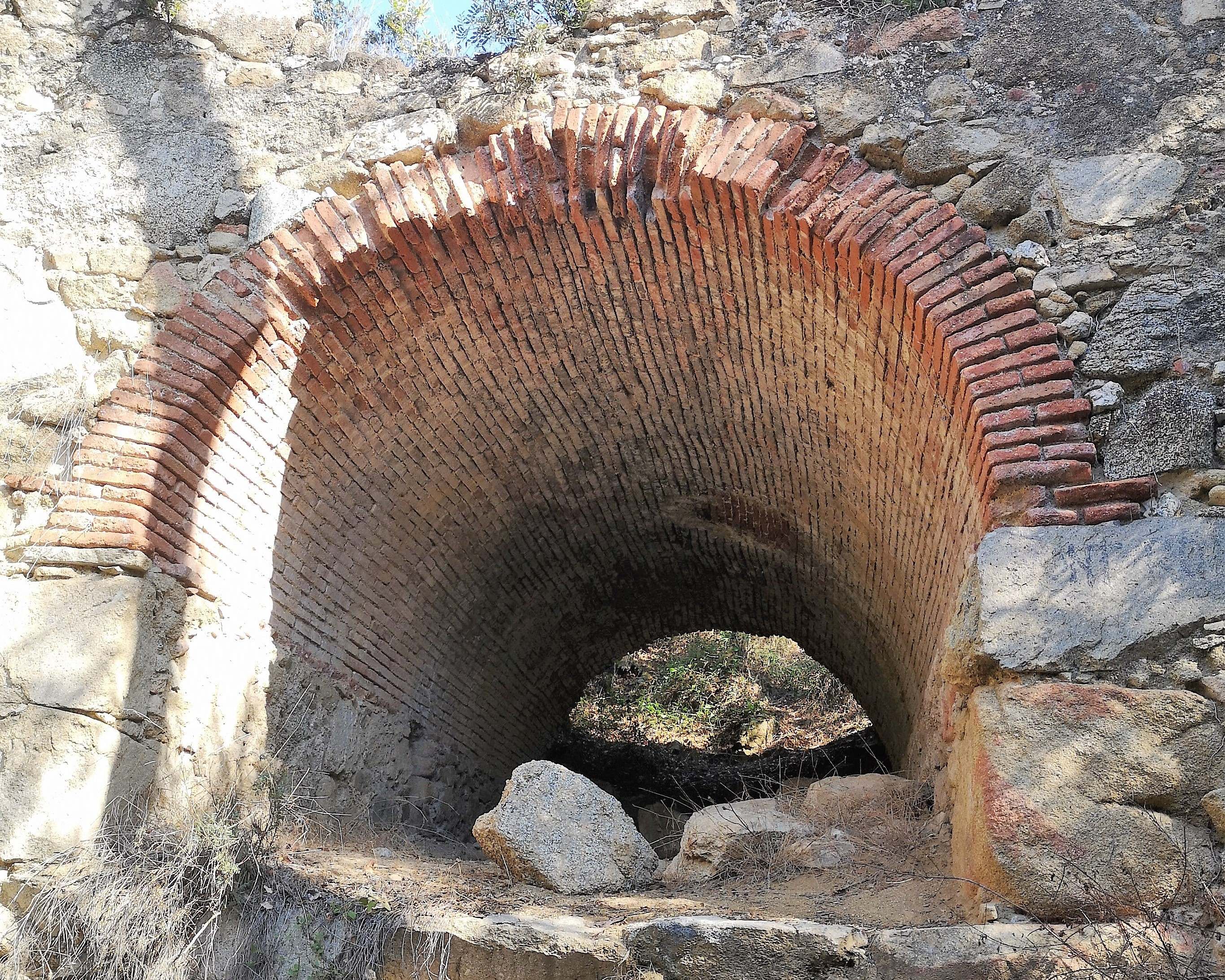
Pont de la Via de Parpers

Per visitar-la, iniciarem el recorregut per la zona més alta (l'extrem que toca al Coll de Parpers) i recorrerem un tram d'uns 1.100 metres, fins que desapareixen els rastres obvis de la via. Podem tornar pel mateix lloc o seguir 400 metres més (pràcticament, fins a la Riera de Riudemeia) i agafar un camí a la dreta que passa a prop de Can Roviró i ens torna a pujar fins al coll. Per a fer aquest tram de baixada trigarem entre 30 i 40 minuts.
L'any 2012 fou declarada Bé Cultural d'Interès Nacional per la Generalitat de Catalunya.

## Accés
És ubicada a Argentona (el Maresme): ens situem al Coll de Parpers (carretera C-1415c, entre Argentona i la Roca del Vallès). Es pot aparcar a l'esplanada d'una benzinera en desús en el mateix coll. Baixant per l'asfalt en direcció a Argentona, a 220 metres de la benzinera i a la dreta, surt un petit camí en el punt indicat per les coordenades. Aquest camí aviat s'eixampla i es fa evident com a calçada, amb murs i contraforts a banda i banda. Coordenades: x=447398 y=4603829 z=284.